# 瀬戸寛
瀬戸寛（せと ひろし、1972年11月21日生まれ）は、日本の俳優であり、兵庫県出身です。青年座研究所を卒業し、美容師免許を取得しています。現在は、エフ・エム・ジー（FMG）に所属しています。

## 出演

### 映画
- ラストマイル （監督：塚原あゆ子）
- ホテル菜の花（監督：中泉裕矢）
- まほろ駅前多田便利軒（監督：大森立嗣）
- ヒナゴン（原作：重松清／監督：渡邊孝好）

### テレビドラマ
- TBS「クジャクのダンス、誰が見た?」10話
- CX「未恋～かくれぼっちたち～」5話
- モンスター 第8話（2024年12月2日、関西テレビ・フジテレビ） - 栗本伸行 役
- 仮面ライダーガッチャード 18話（テレビ朝日）
- 誰も知らない明石家さんま 第9弾（日本テレビ）
- スピーク・ロー（NHK Eテレ）
- NTV「真犯人フラグ」10話
- GARO-VERSUS ROAD- 第5話（MX）
- 世界一難しい恋 第1話・第2話（日本テレビ）
- 高校講座 数学（NHK Eテレ）
- 子ども安全リアル・ストーリー（NHK Eテレ）
- 大河ドラマ 花燃ゆ 第21話（NHK）
- 新・ミナミの帝王（関西テレビ）
- 相棒
  - Season12 第16話「聞きすぎた男」（2014年）- 鍵谷初男 役
  - season19 第6話「三文芝居」（2020年）‐ 石川巡査 役
- 金田一少年の事件簿「獄門塾殺人事件」
- 監察医・篠宮葉月 死体は語る12（テレビ東京）
- リッチマン、プアウーマン 第1話（フジテレビ）
- 働くゴン!（日本テレビ）
- オー!マイ・ガール!! 第6話（日本テレビ）
- Tomorrow〜陽はまたのぼる〜 第7話（TBS）
- おせん（日本テレビ）
- 貧乏男子　ボンビーメン（日本テレビ）
- ホタルノヒカリ（日本テレビ）
- ユウキ（日本テレビ）
- CAとお呼びっ!（日本テレビ）
- 神はサイコロを振らない（日本テレビ）
- anego[アネゴ]（日本テレビ）
  - anego〜アネゴspecial〜
- ロングラブレター　漂流教室（フジテレビ）
- 拝啓、父上様（フジテレビ）
- 仔犬のワルツ（日本テレビ）
- 周恩来の東京滞在日記(テレビ東京）

### 舞台
- 第14回みつわ会公演「ふりだした雪」作：久保田万太郎　演出：大場正昭
- リメイン〜時は残る君の心に〜 演出：冷泉公裕
- からゆきさん 演出：鈴木完一郎

### CM
- アリナミン製薬　アリナミンEXPα「ききました！銀のアリナミン（腰）」篇
- ソニー損保 火災保険「突然災害シリーズ 選べる補償」篇／「大雨」篇／「台風」篇
- 楽天トラベル温泉編「行きたい旅行がみつかる！」
- ロート製薬パンシロンキュア「緑のパパパ」篇
- 日本コカ・コーラ 「この瞬間が、私。＠Home」篇
- サンスター G・U・M「#全力で挑もう」篇（WEB）
- キッコーマンうちのごはん「豚バラなすのスタミナ炒め」
- 大和証券 「たどり着けない場所など、ない。洋上ソーラー」篇
- ジャパンタクシービジネス篇／主婦篇（WEB）
- コカ・コーラ「ゼロシュガー」
- SECOM 「離れて暮らす母の安心」編
- 大正製薬パブロンメディカル「裁判」篇
- 富士通AI技術「DEEPTENSOR」篇
- エン・ジャパン 「正直な詳細情報②」篇
- MAZDA 『TRY!ドライビングポジション』
- ダイエー おいしいと言わせたい「肉パ!」
- メソケアプラス 『ひっぱるもの』篇
- タウンページ 「クリーニング」篇
- 住信SBIネット銀行
- 宝酒造 「タカラ焼酎ハイボール」
- 吉野家 「焼鳥つくね丼『3人の料理人』篇」
- NTT西日本 「外でもフレッツ篇」
- JAグループ 「行進篇」
- HRK『コラーゲン入り二十雑穀「雑穀体操篇」』
- バンダイナムコ 「TANK!TANK!TANK!アイテム満載家族篇」
- マスプロ電工
- 任天堂
- エステWAN「エステWAM」（ 鹿児島県 ・ 宮崎県 ・ 熊本県3県のみ）
- ソニー損害保険 「ソニー損保自動車保険」
- 三菱電機 「オーブンレンジ石焼厨房 おもてなし篇」
- ミツカン 「しゃぶしゃぶのタレ」
- JAバンク 「JA住宅ローン相談会」
- 花王 「ヘルシア緑茶」・「健康エコナ」
- 損保ジャパンDIY生命
- サークルKサンクス 「ハッピーカモンフェア」
- 東芝エレベーター